# La Chambre verte
La Chambre verte is een Franse dramafilm uit 1978 onder regie van François Truffaut. Het scenario is gebaseerd op de novelle The Altar of the Dead van de Brits-Amerikaanse auteur Henry James.

## Verhaal
Julienne Davenne is een Franse verslaggever, die na tien jaar nog steeds rouwt om de dood van zijn vrouw Julie. Hij heeft een groene kamer in zijn huis ingericht als dodenkamer ter nagedachtenis aan haar. Wanneer er op een dag brand ontstaat in het huis van Davenne, gaat die hele kamer in de vlammen op.

## Rolverdeling
| Acteur             | Personage       |
| ------------------ | --------------- |
| François Truffaut  | Julien Davenne  |
| Nathalie Baye      | Cécilia Mandel  |
| Jean Dasté         | Bernard Humbert |
| Jean-Pierre Moulin | Gérard Mazet    |
| Jane Lobre         | Madame Ramboud  |
| Jean-Pierre Ducos  | Priester        |